# Levosimendan
Levosimendan (Handelsname Simdax; Orion Oyj) ist ein Arzneistoff aus der Gruppe der Calcium-Sensitizer, der in der Kurzzeitbehandlung der akut dekompensierten, schweren chronischen Herzinsuffizienz eingesetzt wird.

## Klinische Angaben

### Anwendungsgebiete
Levosimendan ist indiziert zur Kurzzeitbehandlung der akut dekompensierten, schweren chronischen Herzinsuffizienz (englisch: acutely decompensated severe chronic heart failure, ADHF) in Situationen, in denen eine konventionelle Therapie mit intravenösen Diuretika nicht ausreichend ist und eine Therapie mit inotrop wirkenden Substanzen geeignet erscheint.

### Art der Anwendung
Levosimendan kommt als Infusionslösungskonzentrat zur Anwendung, das vor der Applikation verdünnt werden muss. Es dient nur zur Anwendung im Krankenhaus und setzt das Vorhandensein adäquater Überwachungseinrichtungen sowie Erfahrung in der Therapie mit Inotropika voraus. Die Dosis und die Behandlungsdauer sind individuell, entsprechend dem klinischen Zustand des Patienten und seinem Ansprechen auf die Behandlung, anzupassen.

### Gegenanzeigen
Nicht angewendet werden soll Levosimendan bei:
- schwerer Hypotonie (niedriger Blutdruck)
- Herzrasen (Tachykardie)
- signifikanten mechanischen Behinderungen, die die ventrikuläre Füllung, den ventrikulären Ausstrom oder beides beeinflussen (z. B. Aortenstenose)
- stark beeinträchtigter Leber- oder Nierenfunktion
- Torsade de pointes

### Unerwünschte Wirkungen
Als häufigste Nebenwirkungen wurden abnormal schneller Herzschlag, Blutdruckabfall und Kopfschmerzen beobachtet. Häufig kamen auch Schlaflosigkeit, Schwindel, Magen-Darm-Störungen (Übelkeit, Erbrechen, Verstopfung, Durchfall) und erniedrigte Kalium- und Hämoglobinwerte vor.

## Pharmakologische Eigenschaften
Levosimendan steigert die Pumpkraft des Herzens (positiv inotrope Wirkung) und erweitert die Blutgefäße (vasodilatorische Wirkung). Die Durchblutung des Herzmuskels wird verbessert, ohne dass mehr Sauerstoff verbraucht wird.

### Wirkungsmechanismus
Levosimendan erhöht die Calciumsensitivität der kontraktilen Proteine, welche durch eine Bindung an das kardiale Troponin C hervorgerufen wird. Somit erhöht es die Schlagkraft (positiv inotrope Wirkung), aber beeinträchtigt nicht die diastolische Relaxation, was darauf zurückgeführt wird, dass der transmembrane Calciumstrom nicht über pharmakologisch relevante Konzentrationen hinaus erhöht wird. Bei bestimmten Patienten konnte sogar eine positive Lusitropie durch Levosimendan nachgewiesen werden, die möglicherweise darauf zurückzuführen ist, dass Levosimendan nur in der calciumreichen Phase der Systole an Troponin C bindet und in der calciumarmen Diastole sich wieder löst und keine Wirkung ausübt.  Zusätzlich öffnet Levosimendan ATP-sensitive Kaliumkanäle in der glatten Gefäßmuskulatur, wodurch der Gefäßwiderstand in den Koronararterien und in den systemischen (arteriellen und venösen) Gefäßen herabgesetzt wird (vasodilatorische Wirkung). Die Vor- und Nachlast des Herzens werden reduziert.
Levosimendan gehört somit zur Gruppe der Inodilatoren.

### Pharmakokinetik
Levosimendan wird nahezu vollständig in der Leber metabolisiert, 54 % der Dosis werden über die Nieren und 44 % über die Fäzes ausgeschieden. Die Halbwertszeit beträgt circa 1 Stunde. Die nach Absetzen von Levosimendan noch etwa 7 bis 9 Tage anhaltende hämodynamische Wirkung ist auf die Metaboliten (OR-1855 und OR-1896) zurückzuführen, die Halbwertszeiten von 70 bis 80 Stunden aufweisen.

## Sonstige Informationen
Simdax wurde 2000 in Schweden als weltweit erstem Land zugelassen, 2001 folgte die Zulassung in anderen europäischen Ländern sowie 2013 in Deutschland und in der Schweiz. Das Arzneimittel wurde von der finnischen Firma Orion entwickelt.
Eine randomisierte, doppelblinde Multicenterstudie untersuchte den Einfluss von Levosimendan auf Patienten nach Herzoperation mit akutem Linksherzversagen und Katecholaminpflichtigkeit. Die Patienten erhielten zusätzlich zur Katecholamintherapie Levosimendan oder Placebo. Die Studie wurde nach der Aufnahme von 506 Patienten beendet und 2017 veröffentlicht, da sich kein signifikanter Vorteil durch die Hinzugabe von Levosimendan erweisen ließ.
Zur Wirkstoffgruppe der Calcium-Sensitizer gehört auch das Pimobendan.